# Zonnebloemstelsel
Het Zonnebloemstelsel (Messier 63 / NGC 5055) is een spiraalvormig sterrenstelsel (type Sb) in het sterrenbeeld Jachthonden (Canes Venatici). Het sterrenstelsel werd in 1779 door de Fransman Pierre Méchain ontdekt en vervolgens door zijn landgenoot en kometenjager Charles Messier in diens catalogus van nevelachtige objecten opgenomen als nummer 63.
De Britse amateurastronoom Lord Rosse was de eerste die, in het midden van de 19e eeuw, M63 herkende als "spiraalvormige nevel".
Het Zonnebloemstelsel vormt samen met de Draaikolknevel (Messier 51) en diverse andere sterrenstelsel de "M51 Groep" die op ongeveer 37 miljoen lichtjaar van de Aarde af ligt.